# Mica (gmina w okręgu Kluż)
Mica – gmina w Rumunii, w okręgu Kluż. Obejmuje miejscowości Dâmbu Mare, Mănăstirea, Mica, Nireș, Sânmărghita, Valea Cireșoii i Valea Luncii. W 2011 roku liczyła 3566 mieszkańców.